# 鴨頭嘉人
鴨頭 嘉人（かもがしら よしひと、1966年12月23日 - ）は、愛媛県出身の日本の実業家、経営者、講演家、YouTuber。自称「炎の講演家」。大阪府堺市生まれ

## 人物
日本マクドナルドで勤務した後、退社して独立開業。
講演を年間300本以上行い、主にその様子をYouTubeに上げている。講演料は1回につき、300万円以上に設定している。
練馬区倫理法人会相談役。

## 略歴
- 1985年: 愛媛県立今治西高等学校卒業[4]。
- 1986年頃: 19歳で日本マクドナルドにアルバイト入社[2]。
- 1990年頃: 23歳で日本マクドナルドに正社員として入社[2]。2010年に退社[2]。
- 2010年: 株式会社ハッピーマイレージカンパニー（現：株式会社東京カモガシラランド）設立[2]。
- 2012年: 9月3日よりYouTubeチャンネルを開始[2]。
- 2013年: 「話し方の学校」を設立。
- 2016年: 出版社『かも出版』を設立。
- 2019年: ビジネスオンラインサロン「鴨Biz」を設立。
- 2019年: ビジネスYouTuberの学校を設立。
- 2020年: 1月23日の動画でYouTube登録者人数が100万人を突破。[3]